# Eurithia chaetopyga
Eurithia chaetopyga là một loài ruồi trong họ Tachinidae.